# Sombor

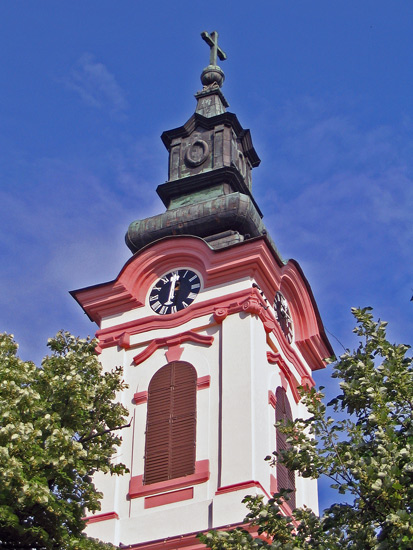
Igreja ortodoxa sérvia.

Sombor (Сомбор) é uma cidade e município localizada na Sérvia. É o centro administrativo do Distrito de Bačka Ocidental da Sérvia.

## Demografia
De acordo com o censo de 2002, a cidade tinha uma população de 51 471 (censo 2002), e o município tem 97 263 habitantes. 
Em 2011, possuía 85.903 habitantes, sendo 48.000 em sua zona urbana.

## Nome e etimologia
Em sérvio, a cidade é conhecida como “Sombor” (Сомбор), em húngaro como “Zombor”, em croata (e língua šokac) como “'Sombor”, em bunjevac como “Sombor”, em ruteno como “Zombor” (Зомбор), e em alemão como “Zombor”.
O antigo nome húngaro da cidade era Czoborszentmihály. O nome tem o seu origem na família Czobor, os donos da cidade durante o século XIV. O nome sérvio da cidade (Sombor) também veio do nome familiar dos Czobor, mencionado por primeira vez em 1543, ainda que já foi mencionada em documentos históricos sob vários nomes, como Samobor, Samobor, Sambor, Sambir, Sonbor, Sanbur, Zibor, e Zombar.
O nome inoficial desta cidade em sérvio é  Ravangrad (Раванград-Cidade plana).

## História
O primeiro registro histórico sobre a cidade vem do ano 1340. A cidade pertenceu ao Reino da Hungria até o século XVI, quando chegou a formar parte do Império Otomano. Durante o reinado otomano a população húngara fugiu e a cidade estava mairomente poblada pelos sérvios.
Em 1665, um viajante muito conhecido, Evlia Celebi, visitou Sombor e escreveu: “Toda a gente (na cidade) não são húngaros, senão valaquiano-cristiano (sérvio). Estos lugares têm algo em especial: não pertencem a Hungria, mas são parte de Bačka e Valáquia. A maioria dos habitantes são comerciantes, e todos trazem roupa de habitantes da fronteira; são gente gentil e corajosa.“
Desde o 1687, a cidade esteve sob o governo habsburgo e foi incluída à Fronteira militar habsburga. Em 1717, a primera escola elementária ortodoxa foi inaugurada. Cinco anos depois uma escola elementária romano-católica também foi inaugurada. Em 1745 Sombor foi excluído da Fronteira militar e incluído ao condado Bács-Bodrog. Em 1749 obteve o statuto da “libre cidade real”. Em 1786, a cidade chegou a ser a sede deste condado. Segundo o censo de 1786, a população da cidade era 11 420 habitantes, a maioria sérvios.
Segundo o censo de 1843, a cidade tinha 21.086 habitantes, dos que 11.897 eram cristãos ortodoxos, 9,082 católicos, 56 judeus, e 51 protestantes. A língua principal falada na cidade era o sérvio e a segunda o alemão. Em 1848/1849, Sombor era parte do Ducado sérvio, uma região autónoma sérvia dentro do Império austríaco, e entre 1849 e 1860, era parte do Ducado da Sérvia e Tamiš Banat, uma tierra separada da coroa austríaca. Depois da abolição desta terra, Sombor converteu-se na sede do novo Distrito de Bačka-Bodrog.
Segundo o censo de 1910, a população de Sombor era 30 593 habitantes, dos quis 11 881 falavam o sérvio, 10 078 falavam húngaro, 6 289 falavam bunjevac, 2 181 falava o alemão, etc.
Desde 1918, Sombor era parte de Reino da Iugoslávia (depois chamado Iugoslávia). Entre 1918 e 1922 era parte do Distrito de Bačka, entre 1922 e 1929 parte da região de Bačka, e entre 1929 e 1941 parte de Banovina do Danúbio.
Em 1941, a cidade foi ocupada pelas Poténcias do Eixo e anexada por parte da Hungria. A ocupação das Poténcias acabou em 1944, e Sombor formou parte da nova República Socialista Federal da Iugoslávia. Desde 1945, é parte da província autónoma de Voivodina. Hoje, Sombor é a sede do Distrito de Bačka Ocidental.

## População histórica da cidade
- 1961: 37 760
- 1971: 44 100
- 1981: 48 454
- 1991: 48 993
- 2002: 51 471

### Cidade e vilas
O município de Sombor inclui a cidade de Sombor e as seguintes vilas:
- Aleksa Šantić
- Bački Breg
- Bački Monoštor
- Bezdan
- Gakovo
- Doroslovo
- Kljajićevo
- Kolut
- Rastina
- Riđica
- Svetozar Miletić
- Stanišić
- Stapar
- Telečka
- Čonoplja

### Outros assentamentos suburbanos
- Bukovački Salaši
- Rančevo
- Kruševlje
- Bilić
- Lugumerci
- Žarkovac

## Demografia (censo 2002)

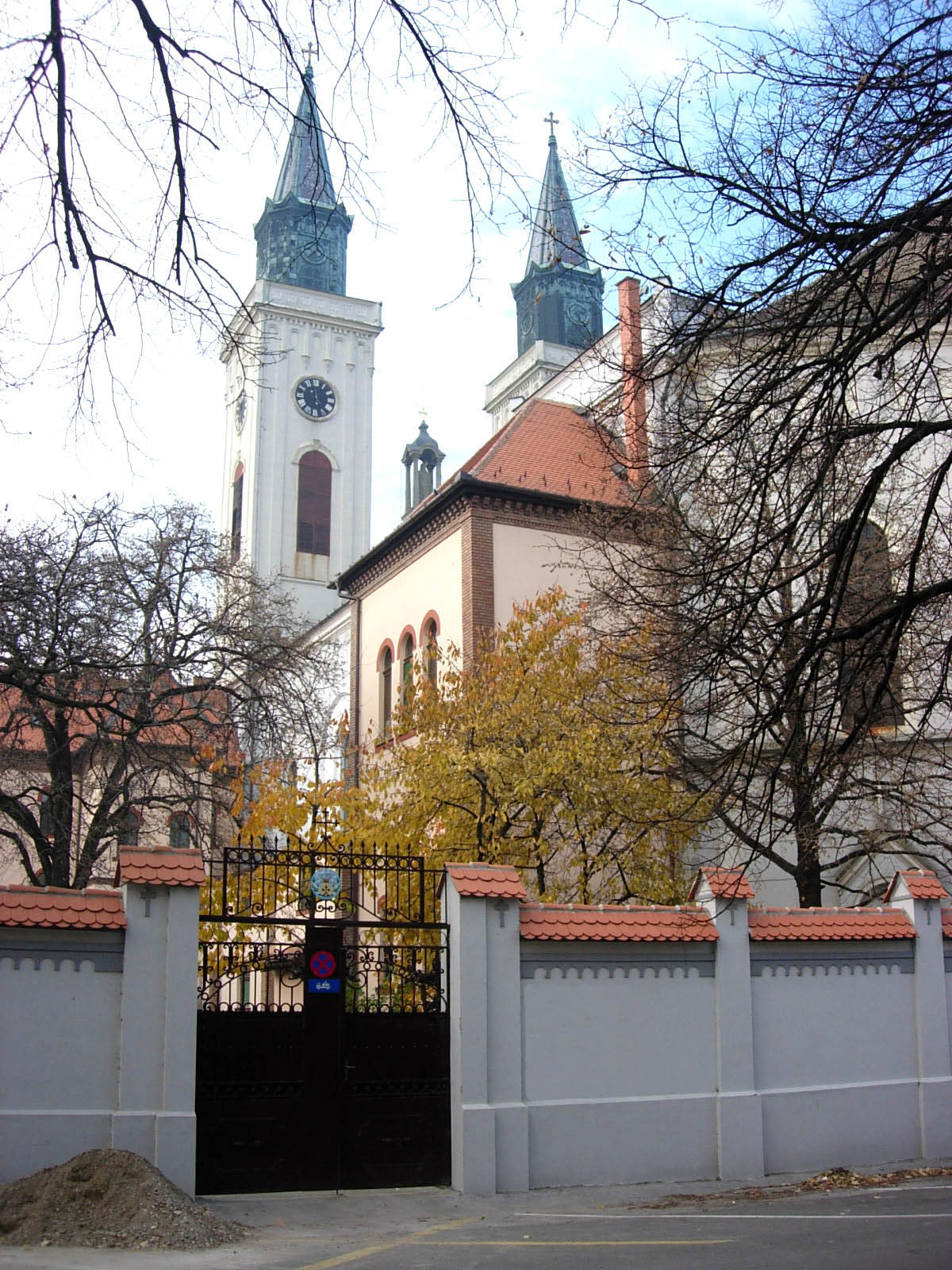
O mosteiro carmelita e a igreja no centro da cidade.

### Grupos étnicos no município de Sombor
A população do município de Sombor consiste em:
- sérvios = 59 799 (61.48%)
- húngaros = 12 386 (12.73%)
- croatas = 8 106 (8.33%)
- iugoslavos = 5 098 (5.24%)
- bunjevci = 2 730 (2.8%)
- outros.

### Assentamentos de acordo com a maioria étnica
Assentamentos com a maioria sérvia são: Sombor, Aleksa Šantić, Gakovo, Kljajićevo, Kolut, Rastina, Riđica, Stanišić, Stapar, e Čonoplja. Assentamentos com a maioria croata/šokac são: Bački Breg e Bački Monoštor. Assentamentos com a maioria húngara são: Bezdan, Doroslovo, e Telečka.

## Cultura
Sombor é famoso pela sua folhagem, vida cultural e um centro histórico precioso dos séculos XVIII y XIX. As instituções mais importantes são o Teatro Nacional, o Museu Regional, a Galeria de Arte Moderna, a Galeria de Arte de Milan Konjović, a Facultade de Ensino, a Casa sérvia de Leitura e outras.
A história rica de Sombor inclui a institução mais antiga de ensino na língua sérvia. Também é a cidade de muitas organizações das minorias, como o Teatro de Bolso Húngaro Berta Ferenc, a Associação Croata Vladimir Nazor, o Município judeu e outras organizações como pequenas como clubas alemão e cigano.
Há dois mosteiros importantes nesta cidade:
- Mosteiro carmelita, fundado em 1904
- Mosteiro ortodoxo, fundado em 1928-1933

## Média local

### Diários
- «Somborske novine»

### Canais de TV
- «K-54»
- «Spektar»

### Estações de rádio
- «Fortuna». (93.9)
- «Fortuna folk». (95.8)
- «Planet». (94.7)
- «Sombor». (97.5)
- «Sonet». (100.1)
- «Spektar». (106.6)

## Cidades irmãs
- Baja, Hungria
- Kispest, Hungria

Cooperação regional:
- Osijek, Croácia
- Tuzla, Bósnia e Herzegovina
- Vukovar, Croácia

1. ↑  pod2.stat.gov.rs. «Population» (PDF). Consultado em 16 de abril de 2018